# Ecke Hedberg
Claes Erik (Ecke) Alexander Hedberg, född 24 maj 1868 på Kungsfors herrgård i Järbo socken, död 15 oktober 1959 i Järbo församling, var en svensk målare och illustratör. 
Efter studier vid Konstakademien i Stockholm och vistelse i utlandet återvände Ecke Hedberg till Gästrikland 1901. Han anses på vissa håll vara en av det tidiga 1900-talets mer betydande landskapsmålare och deltog tillsammans med mer namnkunniga konstnärer som Prins Eugen, Nils Kreuger, Carl Larsson och Anders Zorn i utställningar både i Sverige och utomlands. Han har kallats för "Gästriklands konstnärlige upptäckare".
Bland Ecke Hedbergs verk märks Gånglåten, Skogstjärn, Sommarnatt och Valborgsmässoafton, den sistnämnda på Göteborgs konstmuseum.
När Hedberg återkom till Sverige 1901 flyttade han in i sitt nybyggda hem Tallbo, som ligger på en udde i Jädraån och strax öster om Kungsfors. Tallbo kom senare att bli en tillflyktsort för många konstnärskollegor och har kommit att bevaras för framtiden bland annat genom insatser från Gurli och Sigge Lindvall från Sandviken. År 1981 övergick huset i Sandvikens kommuns ägo.  Hedberg finns representerad vid bland annat Göteborgs konstmuseum och Nationalmuseum i Stockholm. Han är begravd på Järbo kyrkogård.